# Medalhistas olímpicos da ginástica (feminino)
Abaixo, a lista de ginastas campeãs nas modalidades artística, rítmica e de trampolim na história dos Jogos Olímpicos, desde 1928. 

## Ginástica artística

### Individual geral
| Evento                | Ouro                                     | Prata                                                        | Bronze                                                   |
| --------------------- | ---------------------------------------- | ------------------------------------------------------------ | -------------------------------------------------------- |
| Helsinque 1952        | Maria Gorokhovskaya URS União Soviética  | Nina Bocharova URS União Soviética                           | Margit Korondi HUN Hungria                               |
| Melbourne 1956        | Larisa Latynina URS União Soviética      | Ágnes Keleti HUN Hungria                                     | Sofia Muratova URS União Soviética                       |
| Roma 1960             | Larisa Latynina URS União Soviética      | Sofia Muratova URS União Soviética                           | Polina Astakhova URS União Soviética                     |
| Tóquio 1964           | Věra Čáslavská TCH Checoslováquia        | Larisa Latynina URS União Soviética                          | Polina Astakhova URS União Soviética                     |
| Cidade do México 1968 | Věra Čáslavská TCH Checoslováquia        | Zinaida Voronina URS União Soviética                         | Natalia Kuchinskaya URS União Soviética                  |
| Munique 1972          | Ludmilla Tourischeva URS União Soviética | Karin Janz GDR Alemanha Oriental                             | Tamara Lazakovich URS União Soviética                    |
| Montreal 1976         | Nadia Comăneci ROU Romênia               | Nellie Kim URS União Soviética                               | Ludmilla Tourischeva URS União Soviética                 |
| Moscou 1980           | Yelena Davydova URS União Soviética      | Nadia Comăneci ROU Romênia Maxi Gnauck GDR Alemanha Oriental | nenhuma                                                  |
| Los Angeles 1984      | Mary Lou Retton USA Estados Unidos       | Ecaterina Szabo ROU Romênia                                  | Simona Păucă ROU Romênia                                 |
| Seul 1988             | Yelena Shushunova URS União Soviética    | Daniela Silivaş ROU Romênia                                  | Svetlana Boginskaya URS União Soviética                  |
| Barcelona 1992        | Tatiana Gutsu EUN Equipa Unificada       | Shannon Miller USA Estados Unidos                            | Lavinia Miloşovici ROU Romênia                           |
| Atlanta 1996          | Lilia Podkopayeva UKR Ucrânia            | Gina Gogean ROU Romênia                                      | Simona Amânar ROU Romênia Lavinia Miloşovici ROU Romênia |
| Sydney 2000           | Simona Amânar ROU Romênia                | Maria Olaru ROU Romênia                                      | Liu Xuan CHN China                                       |
| Atenas 2004           | Carly Patterson USA Estados Unidos       | Svetlana Khorkina RUS Rússia                                 | Zhang Nan CHN China                                      |
| Pequim 2008           | Nastia Liukin USA Estados Unidos         | Shawn Johnson USA Estados Unidos                             | Yang Yilin CHN China                                     |
| Londres 2012          | Gabrielle Douglas USA Estados Unidos     | Viktoria Komova RUS Rússia                                   | Aliya Mustafina RUS Rússia                               |
| Rio 2016              | Simone Biles USA Estados Unidos          | Alexandra Raisman USA Estados Unidos                         | Aliya Mustafina RUS Rússia                               |
| Tóquio 2020           | Sunisa Lee USA Estados Unidos            | Rebeca Andrade BRA Brasil                                    | Angelina Melnikova ROC                                   |
| Paris 2024            | Simone Biles USA Estados Unidos          | Rebeca Andrade BRA Brasil                                    | Sunisa Lee USA Estados Unidos                            |

### Equipes
| Evento                | Ouro | Prata | Bronze |
| --------------------- | --- | --- | --- |
| Amsterdã 1928         | Estella Agsteribbe Jacomina van den Berg Alida van den Bos Petronella Burgerhof Elka de Levie Helena Nordheim Ans Polak Petronella van Randwijk Hendrika van Rumt Jud Simons Jacoba Stelma Anna van der Vegt NED Países Baixos | Bianca Ambrosetti Lavinia Gianoni Luigina Giavotti Virginia Giorgi Germana Malabarba Clara Marangoni Luigina Perversi Diana Pizzavini Luisa Tanzini Carolina Tronconi Ines Vercesi Rita Vittadini ITA Itália | Annie Broadbent Lucy Desmond Margaret Hartley Amy Jagger Isobel Judd Jessie Kite Marjorie Moreman Edith Pickles Ethel Seymour Ada Smith Hilda Smith Doris Woods GBR Grã-Bretanha |
| Los Angeles           | não incluído no programa | não incluído no programa | não incluído no programa |
| Berlim 1936           | Anita Bärwirth Erna Bürger Isolde Frölian Friedl Iby Trudi Meyer Paula Pöhlsen Julie Schmitt Käthe Sohnemann GER Alemanha | Jaroslava Bajerová Vlasta Děkanová Božena Dobešová Vlasta Foltová Anna Hřebřinová Matylda Pálfyová Zdeňka Veřmiřovská Marie Větrovská TCH Checoslováquia                                                     | Margit Csillik Margit Kalocsai Ilona Madary Gabriella Mészáros Margit Nagy Olga Tőrös Judit Tóth Eszter Voit HUN Hungria                                                         |
| Londres 1948          | Zdeňka Honsová Marie Kovářová Miloslava Misáková Milena Müllerová Věra Růžičkova Olga Šilhánová Božena Srncová Zdeňka Veřmiřovská TCH Checoslováquia                                                                           | Edit Weckinger Mária Zalai-Kövi Irén Karcsics Erzsébet Gulyás-Köteles Erzsébet Balázs Olga Tass Anna Fehér Margit Nagy-Sándor HUN Hungria                                                                    | Ladislava Bakanic Marian Barone Consetta Carruccio-Lenz Dorothy Dalton Meta Elste Helen Schifano Clara Schroth-Lomady Anita Simonis USA Estados Unidos                           |
| Helsinque 1952        | Nina Bocharova Pelageya Danilova Maria Gorokhovskaya Ekaterina Kalinchuk Galina Minaicheva Galina Shamrai Galina Urbanovich Medeya Jugeli URS União Soviética                                                                  | Andrea Bodó Irén Daruházi-Karcsics Erzsébet Gulyás-Köteles Ágnes Keleti Margit Korondi Edit Parényi-Weckinger Olga Tass Mária Zalai-Kövi HUN Hungria                                                         | Hana Bobková Alena Chadimová Jana Rabasová Alena Reichová Matylda Šínová Božena Srncová Věra Vančurová Eva Věchtová TCH Checoslováquia                                           |
| Melbourne 1956        | Polina Astakhova Ludmila Egorova Lidia Kalinina Larisa Latynina Tamara Manina Sofia Muratova URS União Soviética | Andrea Molnár-Bodó Erzsébet Gulyás-Köteles Ágnes Keleti Alice Kertész Margit Korondi Olga Lemhényi-Tass HUN Hungria                                                                                          | Georgeta Hurmuzachi Sonia Iovan Elena Leușteanu Elena Mărgărit Elena Săcălici Emilia Vătășoiu ROU Romênia                                                                        |
| Roma 1960             | Polina Astakhova Lidia Ivanova Larisa Latynina Tamara Lyukhina Sofia Muratova Margarita Nikolaeva URS União Soviética | Eva Bosáková Věra Čáslavská Matylda Matoušková Hana Růžičková Ludmila Švédová Adolfina Tačová TCH Checoslováquia                                                                                             | Atanasia Ionescu Sonia Iovan Elena Leușteanu Elena Niculescu Uta Poreceanu Emilia Vătășoiu ROU Romênia                                                                           |
| Tóquio 1964           | Larisa Latynina Polina Astakhova Tamara Manina Elena Volchetskaya Tamara Zamotaylova Ludmila Gromova URS União Soviética | Věra Čáslavská Jaroslava Sedláčková Adolfína Tkačíková Mária Krajčírová Hana Lišková Jana Kubičková TCH Checoslováquia                                                                                       | Keiko Ikeda Toshiko Aihara Kiyoko Ono Taniko Nakamura Hiroko Tsuji Ginko Chiba JPN Japão                                                                                         |
| Cidade do México 1968 | Ludmilla Tourischeva Zinaida Voronina Larissa Petrik Lyubov Burda Olga Karaseva Natalia Kuchinskaya URS União Soviética | Věra Čáslavská Bohumila Řimnáčová Miroslava Skleničková Mária Krajčírová Hana Lišková Jana Kubičková TCH Checoslováquia                                                                                      | Karin Janz Erika Zuchold Maritta Bauerschmidt Ute Starke Marianne Noack Magdalena Schmidt GDR Alemanha Oriental                                                                  |
| Munique 1972          | Ludmilla Tourischeva Olga Korbut Tamara Lazakovich Lyubov Burda Elvira Saadi Antonina Koshel URS União Soviética | Karin Janz Erika Zuchold Angelika Hellmann Irene Abel Christine Schmitt Richarda Schmeisser GDR Alemanha Oriental                                                                                            | Ilona Békési Mónika Császár Krisztina Medveczky Anikó Kéry Márta Kelemen Zsuzsa Nagy HUN Hungria                                                                                 |
| Montreal 1976         | Maria Filatova Svetlana Grozdova Nellie Kim Olga Korbut Elvira Saadi Ludmilla Tourischeva URS União Soviética | Nadia Comăneci Mariana Constantin Georgeta Gabor Anca Grigoraş Gabriela Truşcă Teodora Ungureanu ROU Romênia                                                                                                 | Carola Dombeck Gitta Escher Kerstin Gerschau Angelika Hellmann Marion Kische Steffi Kräker GDR Alemanha Oriental                                                                 |
| Moscou 1980           | Yelena Davydova Maria Filatova Nellie Kim Yelena Naimushina Natalia Shaposhnikova Stella Zakharova URS União Soviética | Nadia Comăneci Rodica Dunca Emilia Eberle Melita Ruhn Dumitriţa Turner Cristina Grigoraş ROU Romênia | Maxi Gnauck Silvia Hindorff Steffi Kräker Katharina Rensch Karola Sube Birgit Süß GDR Alemanha Oriental                                                                          |
| Los Angeles 1984      | Ecaterina Szabó Laura Cutina Simona Păucă Cristina Grigoraş Mihaela Stănuleț Lavinia Agache ROU Romênia | Mary Lou Retton Julianne McNamara Kathy Johnson Michelle Dusserre Tracee Talavera Pamela Bileck USA Estados Unidos                                                                                           | Ma Yanhong Wu Jiani Chen Yongyan Zhou Ping Zhou Qiurui Huang Qun CHN China |
| Seul 1988             | Svetlana Baitova Elena Shevchenko Olga Strazheva Natalia Laschenova Svetlana Boginskaya Yelena Shushunova URS União Soviética                                                                                                  | Camelia Voinea Celestina Popa Eugenia Golea Gabriela Potorac Aurelia Dobre Daniela Silivaş ROU Romênia | Martina Jentsch Gabriele Fahnrich Ulrike Klotz Betti Schieferdecker Dorte Thummler Dagmar Kersten GDR Alemanha Oriental                                                          |
| Barcelona 1992        | Svetlana Boginskaya Tatiana Gutsu Oksana Chusovitina Tatiana Lysenko Elena Grudneva Rozalia Galiyeva EUN Equipa Unificada | Lavinia Miloşovici Gina Gogean Cristina Bontaş Mirela Pașca Maria Neculiță Vanda Hădărean ROU Romênia | Shannon Miller Kim Zmeskal Dominique Dawes Wendy Bruce Betty Okino Kerri Strug USA Estados Unidos                                                                                |
| Atlanta 1996          | Amanda Borden Amy Chow Dominique Dawes Shannon Miller Dominique Moceanu Jaycie Phelps Kerri Strug USA Estados Unidos | Elena Dolgopolova Rozalia Galiyeva Elena Grosheva Svetlana Khorkina Dina Kochetkova Eugenia Kuznetsova Oksana Liapina RUS Rússia                                                                             | Simona Amânar Gina Gogean Ionela Loaieş Alexandra Marinescu Lavinia Miloşovici Mirela Ţugurlan ROU Romênia                                                                       |
| Sydney 2000           | Andreea Răducan Maria Olaru Simona Amânar Loredana Boboc Andreea Isărescu Claudia Presăcan ROU Romênia | Elena Produnova Svetlana Khorkina Ekaterina Lobazniuk Elena Zamolodchikova Anastasia Kolesnikova Anna Tchepeleva RUS Rússia                                                                                  | Amy Chow Jamie Dantzscher Dominique Dawes Kristin Maloney Elise Ray Tasha Schwikert USA Estados Unidos                                                                           |
| Atenas 2004           | Oana Ban Alexandra Eremia Cătălina Ponor Monica Roşu Nicoleta Daniela Şofronie Silvia Stroescu ROU Romênia | Mohini Bhardwaj Annia Hatch Terin Humphrey Courtney Kupets Courtney McCool Carly Patterson USA Estados Unidos                                                                                                | Lyudmila Ezhova Svetlana Khorkina Maria Krioutchkova Anna Pavlova Elena Zamolodchikova Natalia Ziganchina RUS Rússia                                                             |
| Pequim 2008           | Yang Yilin Cheng Fei Jiang Yuyuan Deng Linlin He Kexin Li Shanshan CHN China | Shawn Johnson Nastia Liukin Chellsie Memmel Samantha Peszek Alicia Sacramone Bridget Sloan USA Estados Unidos                                                                                                | Andreea Acatrinei Gabriela Drăgoi Andreea Grigore Sandra Izbaşa Steliana Nistor Anamaria Tămârjan ROU Romênia                                                                    |
| Londres 2012          | Gabrielle Douglas Jordyn Wieber Alexandra Raisman Kyla Ross McKayla Maroney USA Estados Unidos | Aliya Mustafina Viktoria Komova Ksenia Afanasyeva Anastasia Grishina Maria Paseka RUS Rússia | Cătălina Ponor Larisa Iordache Diana Bulimar Sandra Izbaşa Diana Chelaru ROU Romênia                                                                                             |
| Rio 2016              | Simone Biles Alexandra Raisman Lauren Hernandez Gabrielle Douglas Madison Kocian USA Estados Unidos | Aliya Mustafina Angelina Melnikova Daria Spiridonova Seda Tutkhalyan Maria Paseka RUS Rússia | Fan Yilin Mao Yi Shang Chunsong Tan Jiaxin Wang Yan CHN China |
| Tóquio 2020           | Viktoria Listunova Vladislava Urazova Angelina Melnikova Lilia Akhaimova ROC | Simone Biles Sunisa Lee Jordan Chiles Grace McCallum USA Estados Unidos | Jennifer Gadirova Jessica Gadirova Alice Kinsella Amelie Morgan GBR Grã-Bretanha                                                                                                 |
| Paris 2024            | Simone Biles Jade Carey Jordan Chiles Sunisa Lee Hezly Rivera USA Estados Unidos | Angela Andreoli Alice D'Amato Manila Esposito Elisa Iorio Giorgia Villa ITA Itália | Rebeca Andrade Jade Barbosa Lorrane Oliveira Flávia Saraiva Júlia Soares BRA Brasil                                                                                              |

### Salto
| Evento                | Ouro                                                       | Prata                                                                         | Bronze                                               |
| --------------------- | ---------------------------------------------------------- | ----------------------------------------------------------------------------- | ---------------------------------------------------- |
| Helsinque 1952        | Ekaterina Kalinchuk URS União Soviética                    | Maria Gorokhovskaya URS União Soviética                                       | Galina Minaicheva URS União Soviética                |
| Melbourne 1956        | Larisa Latynina URS União Soviética                        | Tamara Manina URS União Soviética                                             | Olga Tass HUN Hungria Ann-Sofi Pettersson SWE Suécia |
| Roma 1960             | Margarita Nikolaeva URS União Soviética                    | Sofia Muratova URS União Soviética                                            | Larisa Latynina URS União Soviética                  |
| Tóquio 1964           | Věra Čáslavská TCH Checoslováquia                          | Larisa Latynina URS União Soviética Birgit Radochla EUA Equipe Alemã Unida    | nenhuma                                              |
| Cidade do México 1968 | Věra Čáslavská TCH Checoslováquia                          | Erika Zuchold GDR Alemanha Oriental                                           | Zinaida Voronina URS União Soviética                 |
| Munique 1972          | Karin Janz GDR Alemanha Oriental                           | Erika Zuchold GDR Alemanha Oriental                                           | Ludmilla Tourischeva URS União Soviética             |
| Montreal 1976         | Nellie Kim URS União Soviética                             | Ludmilla Tourischeva URS União Soviética Carola Dombeck GDR Alemanha Oriental | nenhuma                                              |
| Moscou 1980           | Natalia Shaposhnikova URS União Soviética                  | Steffi Kraker GDR Alemanha Oriental                                           | Melita Ruhn ROU Romênia                              |
| Los Angeles 1984      | Ecaterina Szabo ROU Romênia                                | Mary Lou Retton USA Estados Unidos                                            | Lavinia Agache ROU Romênia                           |
| Seul 1988             | Svetlana Boginskaya URS União Soviética                    | Gabriela Potorac ROU Romênia                                                  | Daniela Silivaş ROU Romênia                          |
| Barcelona 1992        | Lavinia Miloşovici ROU Romênia Henrietta Ónodi HUN Hungria | nenhuma                                                                       | Tatiana Lysenko EUN Equipa Unificada                 |
| Atlanta 1996          | Simona Amânar ROU Romênia                                  | Mo Huilan CHN China                                                           | Gina Gogean ROU Romênia                              |
| Sydney 2000           | Elena Zamolodchikova RUS Rússia                            | Andreea Răducan ROU Romênia                                                   | Ekaterina Lobazniuk RUS Rússia                       |
| Atenas                | Monica Roşu ROU Romênia                                    | Annia Hatch USA Estados Unidos                                                | Anna Pavlova RUS Rússia                              |
| Pequim 2008           | Hong Un-jong PRK Coreia do Norte                           | Oksana Chusovitina GER Alemanha                                               | Cheng Fei CHN China                                  |
| Londres 2012          | Sandra Izbaşa ROU Romênia                                  | McKayla Maroney USA Estados Unidos                                            | Maria Paseka RUS Rússia                              |
| Rio 2016              | Simone Biles USA Estados Unidos                            | Maria Paseka RUS Rússia                                                       | Giulia Steingruber SUI Suíça                         |
| Tóquio 2020           | Rebeca Andrade BRA Brasil                                  | MyKayla Skinner USA Estados Unidos                                            | Yeo Seo-jeong KOR Coreia do Sul                      |
| Paris 2024            | Simone Biles USA Estados Unidos                            | Rebeca Andrade BRA Brasil                                                     | Jade Carey USA Estados Unidos                        |

### Barras assimétricas
| Evento                | Ouro                                                      | Prata                                                               | Bronze                                                                                         |
| --------------------- | --------------------------------------------------------- | ------------------------------------------------------------------- | ---------------------------------------------------------------------------------------------- |
| Helsinque 1952        | Margit Korondi HUN Hungria                                | Maria Gorokhovskaya URS União Soviética                             | Ágnes Keleti HUN Hungria                                                                       |
| Melbourne 1956        | Ágnes Keleti HUN Hungria                                  | Larisa Latynina URS União Soviética                                 | Sofia Muratova URS União Soviética                                                             |
| Roma 1960             | Polina Astakhova URS União Soviética                      | Larisa Latynina URS União Soviética                                 | Tamara Lyukhina URS União Soviética                                                            |
| Tóquio 1964           | Polina Astakhova URS União Soviética                      | Katalin Makray HUN Hungria                                          | Larisa Latynina URS União Soviética                                                            |
| Cidade do México 1968 | Věra Čáslavská TCH Checoslováquia                         | Karin Janz GDR Alemanha Oriental                                    | Zinaida Voronina URS União Soviética                                                           |
| Munique 1972          | Karin Janz GDR Alemanha Oriental                          | Olga Korbut URS União Soviética Erika Zuchold GDR Alemanha Oriental | nenhuma                                                                                        |
| Montreal 1976         | Nadia Comăneci ROU Romênia                                | Teodora Ungureanu ROU Romênia                                       | Márta Egervári HUN Hungria                                                                     |
| Moscou 1980           | Maxi Gnauck GDR Alemanha Oriental                         | Emilia Eberle ROU Romênia                                           | Maria Filatova URS União Soviética Steffi Kraker GDR Alemanha Oriental Melita Ruhn ROU Romênia |
| Los Angeles 1984      | Ma Yanhong CHN China Julianne McNamara USA Estados Unidos | nenhuma                                                             | Mary Lou Retton USA Estados Unidos                                                             |
| Seul 1988             | Daniela Silivaş ROU Romênia                               | Dagmar Kersten GDR Alemanha Oriental                                | Yelena Shushunova URS União Soviética                                                          |
| Barcelona 1992        | Lu Li CHN China                                           | Tatiana Gutsu EUN Equipa Unificada                                  | Shannon Miller USA Estados Unidos                                                              |
| Atlanta 1996          | Svetlana Khorkina RUS Rússia                              | Bi Wenjing CHN China Amy Chow USA Estados Unidos                    | nenhuma                                                                                        |
| Sydney 2000           | Svetlana Khorkina RUS Rússia                              | Ling Jie CHN China                                                  | Yang Yun CHN China                                                                             |
| Atenas 2004           | Émilie Le Pennec FRA França                               | Terin Humphrey USA Estados Unidos                                   | Courtney Kupets USA Estados Unidos                                                             |
| Pequim 2008           | He Kexin CHN China                                        | Nastia Liukin USA Estados Unidos                                    | Yang Yilin CHN China                                                                           |
| Londres 2012          | Aliya Mustafina RUS Rússia                                | He Kexin CHN China                                                  | Elizabeth Tweddle GBR Grã-Bretanha                                                             |
| Rio 2016              | Aliya Mustafina RUS Rússia                                | Madison Kocian USA Estados Unidos                                   | Sophie Scheder GER Alemanha                                                                    |
| Tóquio 2020           | Nina Derwael BEL Bélgica                                  | Anastasia Ilyankova ROC                                             | Sunisa Lee USA Estados Unidos                                                                  |
| Paris 2024            | Kaylia Nemour ALG Argélia                                 | Qiu Qiyuan CHN China                                                | Sunisa Lee USA Estados Unidos                                                                  |

### Trave
| Evento                | Ouro                                                 | Prata                                                             | Bronze                                                       |
| --------------------- | ---------------------------------------------------- | ----------------------------------------------------------------- | ------------------------------------------------------------ |
| Helsinque 1952        | Nina Bocharova URS União Soviética                   | Maria Gorokhovskaya URS União Soviética                           | Margit Korondi HUN Hungria                                   |
| Melbourne 1956        | Ágnes Keleti HUN Hungria                             | Eva Bosáková TCH Checoslováquia Tamara Manina URS União Soviética | nenhuma                                                      |
| Roma 1960             | Eva Bosáková TCH Checoslováquia                      | Larisa Latynina URS União Soviética                               | Sofia Muratova URS União Soviética                           |
| Tóquio 1964           | Věra Čáslavská TCH Checoslováquia                    | Tamara Manina URS União Soviética                                 | Larisa Latynina URS União Soviética                          |
| Cidade do México 1968 | Natalia Kuchinskaya URS União Soviética              | Věra Čáslavská TCH Checoslováquia                                 | Larissa Petrik URS União Soviética                           |
| Munique 1972          | Olga Korbut URS União Soviética                      | Tamara Lazakovich URS União Soviética                             | Karin Janz GDR Alemanha Oriental                             |
| Montreal 1976         | Nadia Comăneci ROU Romênia                           | Olga Korbut URS União Soviética                                   | Teodora Ungureanu ROU Romênia                                |
| Moscou 1980           | Nadia Comăneci ROU Romênia                           | Yelena Davydova URS União Soviética                               | Natalia Shaposhnikova URS União Soviética                    |
| Los Angeles 1984      | Ecaterina Szabo ROU Romênia Simona Păucă ROU Romênia | nenhuma                                                           | Kathy Johnson USA Estados Unidos                             |
| Seul 1988             | Daniela Silivaş ROU Romênia                          | Yelena Shushunova URS União Soviética                             | Phoebe Mills USA Estados Unidos Gabriela Potorac ROU Romênia |
| Barcelona 1992        | Tatiana Lysenko EUN Equipa Unificada                 | Shannon Miller USA Estados Unidos Lu Li CHN China                 | nenhuma                                                      |
| Atlanta 1996          | Shannon Miller USA Estados Unidos                    | Lilia Podkopayeva UKR Ucrânia                                     | Gina Gogean ROU Romênia                                      |
| Sydney 2000           | Liu Xuan CHN China                                   | Ekaterina Lobazniuk RUS Rússia                                    | Yelena Produnova RUS Rússia                                  |
| Atenas 2004           | Cătălina Ponor ROU Romênia                           | Carly Patterson USA Estados Unidos                                | Alexandra Eremia ROU Romênia                                 |
| Pequim 2008           | Shawn Johnson USA Estados Unidos                     | Nastia Liukin USA Estados Unidos                                  | Cheng Fei CHN China                                          |
| Londres 2012          | Deng Linlin CHN China                                | Sui Lu CHN China                                                  | Alexandra Raisman USA Estados Unidos                         |
| Rio 2016              | Sanne Wevers NED Países Baixos                       | Lauren Hernandez USA Estados Unidos                               | Simone Biles USA Estados Unidos                              |
| Tóquio 2020           | Guan Chenchen CHN China                              | Tang Xijing CHN China                                             | Simone Biles USA Estados Unidos                              |
| Paris 2024            | Alice D'Amato ITA Itália                             | Zhou Yaqin CHN China                                              | Manila Esposito ITA Itália                                   |

### Solo
| Evento                | Ouro                                                                 | Prata                                    | Bronze                                                                                           |
| --------------------- | -------------------------------------------------------------------- | ---------------------------------------- | ------------------------------------------------------------------------------------------------ |
| Helsinque 1952        | Ágnes Keleti HUN Hungria                                             | Maria Gorokhovskaya URS União Soviética  | Margit Korondi HUN Hungria                                                                       |
| Melbourne 1956        | Ágnes Keleti HUN Hungria Larisa Latynina URS União Soviética         | nenhuma                                  | Elena Leușteanu ROU Romênia                                                                      |
| Roma 1960             | Larisa Latynina URS União Soviética                                  | Polina Astakhova URS União Soviética     | Tamara Lyukhina URS União Soviética                                                              |
| Tóquio 1964           | Larisa Latynina URS União Soviética                                  | Polina Astakhova URS União Soviética     | Anikó Ducza HUN Hungria                                                                          |
| Cidade do México 1968 | Věra Čáslavská TCH Checoslováquia Larissa Petrik URS União Soviética | nenhuma                                  | Natalia Kuchinskaya URS União Soviética                                                          |
| Munique 1972          | Olga Korbut URS União Soviética                                      | Ludmilla Tourischeva URS União Soviética | Tamara Lazakovich URS União Soviética                                                            |
| Montreal 1976         | Nellie Kim URS União Soviética                                       | Ludmilla Tourischeva URS União Soviética | Nadia Comaneci ROU Romênia                                                                       |
| Moscou 1980           | Nadia Comăneci ROU Romênia Nellie Kim URS União Soviética            | nenhuma                                  | Maxi Gnauck GDR Alemanha Oriental Natalia Shaposhnikova URS União Soviética                      |
| Los Angeles 1984      | Ecaterina Szabo ROU Romênia                                          | Julianne McNamara USA Estados Unidos     | Mary Lou Retton USA Estados Unidos                                                               |
| Seul 1988             | Daniela Silivaş ROU Romênia                                          | Svetlana Boginskaya URS União Soviética  | Diana Dudeva BUL Bulgária                                                                        |
| Barcelona 1992        | Lavinia Miloşovici ROU Romênia                                       | Henrietta Ónodi HUN Hungria              | Cristina Bontas ROU Romênia Tatiana Gutsu EUN Equipa Unificada Shannon Miller USA Estados Unidos |
| Atlanta 1996          | Lilia Podkopayeva UKR Ucrânia                                        | Simona Amânar ROU Romênia                | Dominique Dawes USA Estados Unidos                                                               |
| Sydney 2000           | Elena Zamolodchikova RUS Rússia                                      | Svetlana Khorkina RUS Rússia             | Simona Amânar ROU Romênia                                                                        |
| Atenas 2004           | Cătălina Ponor ROU Romênia                                           | Nicoleta Daniela Șofronie ROU Romênia    | Patricia Moreno ESP Espanha                                                                      |
| Pequim 2008           | Sandra Izbaşa ROU Romênia                                            | Shawn Johnson USA Estados Unidos         | Nastia Liukin USA Estados Unidos                                                                 |
| Londres 2012          | Alexandra Raisman USA Estados Unidos                                 | Cătălina Ponor ROU Romênia               | Aliya Mustafina RUS Rússia                                                                       |
| Rio 2016              | Simone Biles USA Estados Unidos                                      | Alexandra Raisman USA Estados Unidos     | Amy Tinkler GBR Grã-Bretanha                                                                     |
| Tóquio 2020           | Jade Carey USA Estados Unidos                                        | Vanessa Ferrari ITA Itália               | Mai Murakami JPN Japão Angelina Melnikova ROC                                                    |
| Paris 2024            | Rebeca Andrade BRA Brasil                                            | Simone Biles USA Estados Unidos          | Ana Bărbosu ROU Romênia                                                                          |

### Aparelhos portáteis por equipes
| Evento         | Ouro | Prata | Bronze |
| -------------- | --- | --- | --- |
| Helsinque 1952 | Karin Lindberg Ann-Sofi Pettersson Evy Berggren Gun Röring Göta Pettersson Ingrid Sandahl Hjördis Nordin Vanja Blomberg SWE Suécia | Maria Gorokhovskaya Nina Bocharova Galina Minaicheva Galina Urbanovich Pelageva Danilova Galina Shamrai Medeya Jugeli Ekaterina Kalinchuk URS União Soviética | Margit Korondi Ágnes Keleti Edit Parényi-Weckinger Olga Tass Erzsébet Gulyás-Köteles Mária Zalai-Kövi Andrea Bodó Irén Daruházi-Karcsics HUN Hungria                                                                                          |
| Melbourne 1956 | Andrea Molnár-Bodó Erzsébet Gulyás-Köteles Ágnes Keleti Alice Kertész Margit Korondi Olga Lemhényi-Tass HUN Hungria                | Karin Lindberg Ann-Sofi Pettersson Eva Rönström Evy Berggren Doris Hedberg Maud Karlén SWE Suécia                                                             | Polina Astakhova Ludmila Egorova Lidia Kalinina Larisa Latynina Tamara Manina Sofia Muratova URS União Soviética Helena Rakoczy Natalia Kot Danuta Nowak-Stachow Dorota Horzonek-Jokiel Barbara Wilk-Ślizowska Lidia Szczerbińska POL Polônia |

## Ginástica rítmica

### Individual geral
| Evento           | Ouro                                      | Prata                          | Bronze                                   |
| ---------------- | ----------------------------------------- | ------------------------------ | ---------------------------------------- |
| Los Angeles 1984 | Lori Fung CAN Canadá                      | Doina Stăiculescu ROU Romênia  | Regina Weber FRG Alemanha Ocidental      |
| Seul 1988        | Marina Lobatch URS União Soviética        | Adriana Dunavska BUL Bulgária  | Alexandra Timoshenko URS União Soviética |
| Barcelona 1992   | Alexandra Timoshenko EUN Equipa Unificada | Carolina Pascual ESP Espanha   | Oksana Skaldina EUN Equipa Unificada     |
| Atlanta 1996     | Kateryna Serebrianska UKR Ucrânia         | Yana Batyrshina RUS Rússia     | Olena Vitrychenko UKR Ucrânia            |
| Sydney 2000      | Yulia Barsukova RUS Rússia                | Yulia Raskina BLR Bielorrússia | Alina Kabaeva RUS Rússia                 |
| Atenas 2004      | Alina Kabaeva RUS Rússia                  | Irina Tchachina RUS Rússia     | Anna Bessonova UKR Ucrânia               |
| Pequim 2008      | Yevgeniya Kanayeva RUS Rússia             | Inna Zhukova BLR Bielorrússia  | Anna Bessonova UKR Ucrânia               |
| Londres 2012     | Yevgeniya Kanayeva RUS Rússia             | Daria Dmitrieva RUS Rússia     | Liubov Charkashyna BLR Bielorrússia      |
| Rio 2016         | Margarita Mamun RUS Rússia                | Yana Kudryavtseva RUS Rússia   | Hanna Rizatdinova UKR Ucrânia            |
| Tóquio 2020      | Linoy Ashram ISR Israel                   | Dina Averina ROC               | Alina Harnasko BLR Bielorrússia          |
| Paris 2024       | Darja Varfolomeev GER Alemanha            | Boryana Kaleyn BUL Bulgária    | Sofia Raffaeli ITA Itália                |

### Grupos
| Evento       | Ouro | Prata | Bronze |
| ------------ | --- | --- | --- |
| Atlanta 1996 | Marta Baldó Nuria Cabanillas Estela Giménez Lorena Guréndez Tania Lamarca Estíbaliz Martínez ESP Espanha               | Ina Deltcheva Valentina Kevlian Maria Koleva Maja Tabakova Ivelina Taleva Viara Vatachka BUL Bulgária                           | Yevgeniya Bochkaryova Irina Dzyuba Yuliya Ivanova Yelena Krivoshey Olga Shtyrenko Angelina Yushkova RUS Rússia             |
| Sydney 2000  | Irina Belova Yelena Shalamova Natalia Lavrova Mariya Netesova Vyera Shimanskaya Irina Zilber RUS Rússia                | Tatyana Ananko Tatyana Belan Anna Glazkova Irina Ilyenkova Maria Lazuk Olga Puzhevich BLR Bielorrússia                          | Eirini Aindili Evangelia Christodoulou Maria Georgatou Zacharoula Karyami Charikleia Pantazi Anna Pollatou GRE Grécia      |
| Atenas 2004  | Olesya Belugina Olga Glatskikh Tatiana Kurbakova Natalia Lavrova Yelena Posevina Elena Murzina RUS Rússia              | Elisa Blanchi Fabrizia D'Ottavio Marinella Falca Daniela Masseroni Elisa Santoni Laura Vernizzi ITA Itália                      | Zhaneta Ilieva Eleonora Kezhova Zornitsa Marinova Kristina Ranguelova Galina Tancheva Vladislava Tancheva BUL Bulgária     |
| Pequim 2008  | Margarita Aliychuk Anna Gavrilenko Tatiana Gorbunova Yelena Posevina Daria Shkurikhina Natalia Zuyeva RUS Rússia       | Cai Tongtong Chou Tao Lü Yuanyang Sui Jianshuang Sun Dan Zhang Shuo CHN China                                                   | Olesya Babushkina Anastasia Ivankova Ksenia Sankovich Zinaida Lunina Glafira Martinovich Alina Tumilovich BLR Bielorrússia |
| Londres 2012 | Ksenia Dudkina Alina Makarenko Uliana Donskova Anastasia Bliznyuk Karolina Sevastyanova Anastasia Nazarenko RUS Rússia | Maryna Hancharova Anastasia Ivankova Nataliya Leshchyk Aliaksandra Narkevich Ksenia Sankovich Alina Tumilovich BLR Bielorrússia | Elisa Blanchi Romina Laurito Marta Pagnini Elisa Santoni Anzhelika Savrayuk Andreea Stefanescu ITA Itália                  |
| Rio 2016     | Vera Biryukova Anastasia Bliznyuk Anastasia Maksimova Anastasia Tatareva Maria Tolkacheva RUS Rússia                   | Sandra Aguilar Artemi Gavezou Elena López Lourdes Mohedano Alejandra Quereda ESP Espanha                                        | Reneta Kamberova Lyubomira Kazanova Mihaela Maevska-Velichkova Tsvetelina Naydenova Hristiana Todorova BUL Bulgária        |
| Tóquio 2020  | Simona Dyankova Stefani Kiryakova Madlen Radukanova Laura Traets Erika Zafirova BUL Bulgária                           | Anastasia Bliznyuk Anastasia Maksimova Angelina Shkatova Anastasia Tatareva Alisa Tishchenko ROC                                | Martina Centofanti Agnese Duranti Alessia Maurelli Daniela Mogurean Martina Santandrea ITA Itália                          |
| Paris 2024   | Guo Qiqi Hao Ting Huang Zhangjiayang Wang Lanjing Ding Xinyi CHN China                                                 | Ofir Shaham Diana Svertsov Adar Friedmann Romi Paritzki Shani Bakanov ISR Israel                                                | Martina Centofanti Agnese Duranti Alessia Maurelli Daniela Mogurean Laura Paris ITA Itália                                 |

## Ginástica de trampolim

### Individual
| Evento       | Ouro                           | Prata                                                   | Bronze                           |
| ------------ | ------------------------------ | ------------------------------------------------------- | -------------------------------- |
| Sydney 2000  | Irina Karavayeva RUS Rússia    | Oxana Tsyhuleva UKR Ucrânia                             | Karen Cockburn CAN Canadá        |
| Atenas 2004  | Anna Dogonadze GER Alemanha    | Karen Cockburn CAN Canadá                               | Huang Shanshan CHN China         |
| Pequim 2008  | He Wenna CHN China             | Karen Cockburn CAN Canadá                               | Ekaterina Khilko UZB Uzbequistão |
| Londres 2012 | Rosannagh MacLennan CAN Canadá | Huang Shanshan CHN China                                | He Wenna CHN China               |
| Rio 2016     | Rosannagh MacLennan CAN Canadá | Bryony Page GBR Grã-Bretanha                            | Li Dan CHN China                 |
| Tóquio 2020  | Zhu Xueying CHN China          | Liu Lingling CHN China                                  | Bryony Page GBR Grã-Bretanha     |
| Paris 2024   | Bryony Page GBR Grã-Bretanha   | Viyaleta Bardzilouskaya AIN Atletas Individuais Neutros | Sophiane Méthot CAN Canadá       |